# Storsandsgrundet
Storsandsgrundet, finska: Isonhiekankari, är en ö i Jakobstad i Finland. Den ligger i Bottenviken och i kommunen Jakobstad i den ekonomiska regionen  Jakobstadsregionen i landskapet Österbotten, i den västra delen av landet. Ön ligger omkring 77 kilometer nordöst om Vasa och omkring 410 kilometer norr om Helsingfors.
Öns area är 1,6 hektar och dess största längd är 230 meter i nord-sydlig riktning.

## Klimat
Inlandsklimat råder i trakten. Årsmedeltemperaturen i trakten är 3 °C. Den varmaste månaden är augusti, då medeltemperaturen är 14 °C, och den kallaste är januari, med −11 °C.